# Powhatan Point
Powhatan Point és una població dels Estats Units a l'estat d'Ohio. Segons el cens del 2000 tenia 1.744 habitants.

## Demografia
Segons el cens del 2000, Powhatan Point tenia 1.744 habitants, 760 habitatges, i 515 famílies. La densitat de població era de 431,6 habitants/km².
Dels 760 habitatges en un 27,5% hi vivien nens de menys de 18 anys, en un 52,9% hi vivien parelles casades, en un 11,1% dones solteres, i en un 32,2% no eren unitats familiars. En el 28,2% dels habitatges hi vivien persones soles el 14,9% de les quals corresponia a persones de 65 anys o més que vivien soles. El nombre mitjà de persones vivint en cada habitatge era de 2,29 i el nombre mitjà de persones que vivien en cada família era de 2,78.
Per edats la població es repartia de la següent manera: un 21,3% tenia menys de 18 anys, un 8,5% entre 18 i 24, un 27,1% entre 25 i 44, un 25,6% de 45 a 60 i un 17,5% 65 anys o més.
L'edat mediana era de 41 anys. Per cada 100 dones de 18 o més anys hi havia 83,8 homes.
La renda mediana per habitatge era de 24.875 $ i la renda mediana per família de 32.546 $. Els homes tenien una renda mediana de 32.039 $ mentre que les dones 16.583 $. La renda per capita de la població era de 14.570 $. Aproximadament el 16,7% de les famílies i el 19,8% de la població estaven per davall del llindar de pobresa.

## Poblacions més properes
El següent diagrama mostra les poblacions més properes.